# Elias Pistorius junior
Elias Pistorius, latinisiert aus Elias Beck (* 18. November 1624 in St. Joachimsthal; † 8. Februar 1668 in Merseburg), war ein deutscher evangelischer Theologe. Er war sachsen-merseburgischer Hofprediger und Konsistorialassessor.

## Leben
Elias Pistorius wurde in St. Joachimsthal im böhmischen Teil des Erzgebirges als Sohn des gleichnamigen evangelischen Theologen Elias Pistorius senior geboren. 1641 ging er zum Theologiestudium an die Universität Leipzig. Seine erste Anstellung als Pfarrer erhielt er im August 1643 in Kühnhaide im sächsischen Erzgebirge, wo er bis 1663 wirkte. Danach wechselte er als Pfarrer nach Reinsberg, wo er nur kurze Zeit wirkte, da er bereits im März 1664 die Berufung zum sachsen-merseburgischen Hofprediger und Konsistorialassessor in der Residenzstadt Merseburg erhielt. Dort wirkte er knapp vier Jahre. Am 8. Februar 1668 erlitt er auf der Kanzel im Merseburger Dom einen Schlaganfall, an dem er noch am gleichen Tag starb.

## Familie
Elias Pistorius heiratete am 25. November 1644 in Marienberg Barbara Hiller († 1674). Aus dieser Ehe gingen neun Kinder hervor, davon sechs Söhne.